# Boletina beringensis
Boletina beringensis är en tvåvingeart som först beskrevs av Daniel William Coquillett 1899.  Boletina beringensis ingår i släktet Boletina och familjen svampmyggor. Inga underarter finns listade i Catalogue of Life.